# 781년

## 연호
- 당(唐) 건중(建中) 2년
- 일본(日本) 호키(宝亀) 12년 / 덴오(天応) 원년

## 기년
- 당(唐) 덕종(德宗) 2년
- 신라(新羅) 선덕왕(宣德王) 2년
- 발해(渤海) 문왕(文王) 45년